# منتخب ألمانيا لدوري الرغبي
منتخب ألمانيا الوطني لدوري الرغبي (بالألمانية: Deutsche Rugby-League-Nationalmannschaft)‏ هو ممثل ألمانيا الرسمي في المنافسات الدولية في دوري الرغبي .